# Pipit à dos olive
Anthus hodgsoni
Espèce
Statut de conservation UICN

 LC  : Préoccupation mineure
Le Pipit à dos olive (Anthus hodgsoni) est une espèce d'oiseaux appartenant à la famille des Motacillidae.

## Distribution
Le Pipit à dos olive est présent :
- en été : à partir de l'Himalaya pakistanais et le Cachemire en Inde, vers l'ouest au Népal, en Chine, au nord de la province de Gansu, jusqu'en Corée et au Japon, et du nord de l'Asie centrale au nord-est de la Russie européenne. Occasionnellement, un vagabond peut se perdre dans l'ouest de Europe (France...). Il vit jusqu'à 4 500 m d'altitude dans l'est du Népal ;
- en hiver : dans le sud de l'Asie, Inde, est de Asie du Sud-Est et Philippines.

## Sous-espèces
D'après la classification de référence (version 12.2, 2022) du Congrès ornithologique international (ordre phylogénique) :
- Anthus hodgsoni hodgsoni Blackwelder, 1907 — De l'Himalaya jusqu'au centre-est de la Chine, nord de la Péninsule de Corée, Hokkaidō et Honshū (nord et centre du Japon) ;
- Anthus hodgsoni yunnanensis Uchida & Kuroda, Nm, 1916 — du nord-ouest de la Russie jusqu'au Kamtchatka, Sakhalin et îles Kouriles (est de la Russie) du sud au nord de la Mongolie et nord-est de la Chine.

Une sous-espèce supplémentaire (Anthus hodgsoni berezowskii) était reconnue par Clements (5e édition, révisée 2005), mais ce n'est plus le cas.

## Galerie

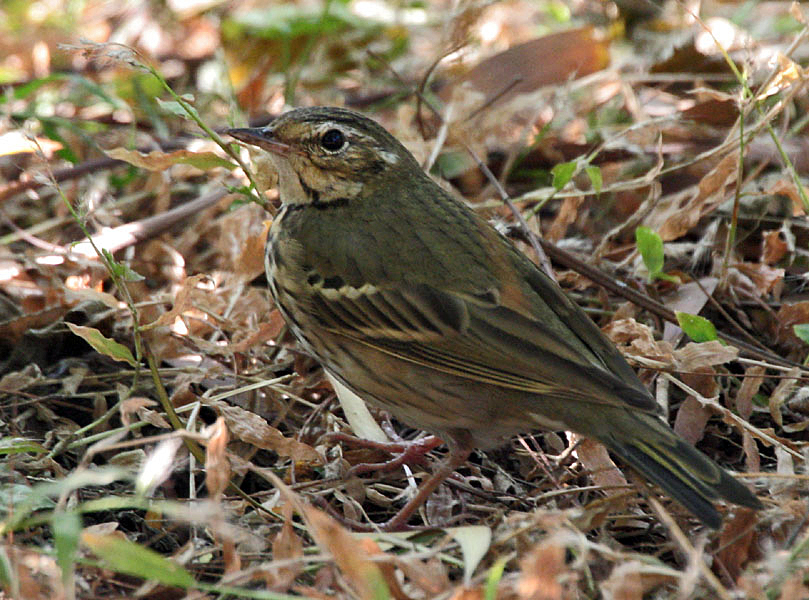
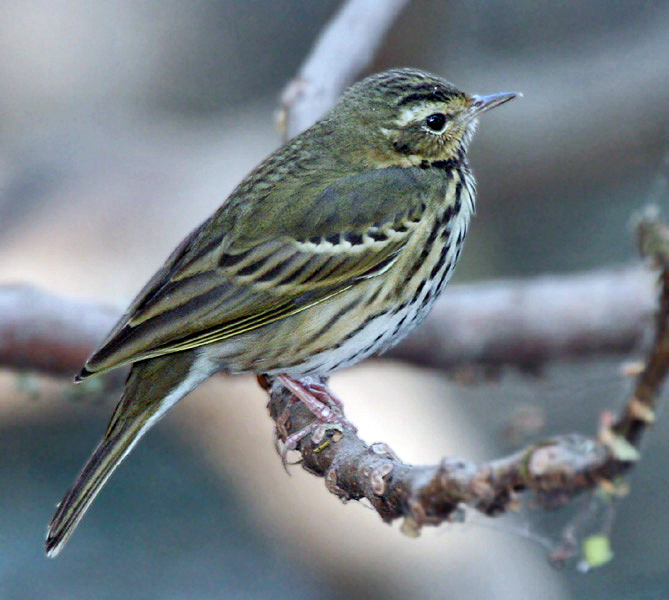

- Vidéo